# Ptačí malárie
Ptačí malárie je parazitární onemocnění ptáků způsobené druhy prvoků náležící k rodům Plasmodium a Hemoproteus (podkmen výtrusovci>třída Haemosporidia>čeleď Plasmoiidae). Nejčastěji je vyvoláno prvokem druhu Plasmodium relictum, který se množí v červených krvinkách a může vyvolat chudokrevnost. Onemocnění je přenášeno dvoukřídlým hmyzem, jako jsou komárovití, a vyskytuje se téměř po celém světě. Rozsah příznaků a dopadů nakažení parazitem závisí na ptačím hostiteli a je velmi široký, od bezpříznakových případů až po drastický úbytek celého druhu, jako v případě havajských ptáků šatovníků (šatovník zlatoprsý, šatovník papouščí); v oblastech, kde se ptačí malárie dosud nevyskytovala, může mít na ptačí faunu zničující vliv.